# Stadler Motorsport
Stadler Motorsport est une écurie de sport automobile suisse.

## Historique
En 1994, l'écurie participe aux 24 Heures du Mans sous la dénomination Écurie Biennoise. La Porsche pilotée par Enzo Calderari, Lilian Bryner et Renato Mastropietro se classe deuxième de la catégorie GT2 et neuvième du classement général.
En janvier 2014, l'écurie participe aux 24 Heures de Dubaï avec une Porsche 911 GT3 R (997). L'équipage composé de Mark Ineichen, Marcel Matter, Adrian Amstutz et Christian Engelhart prend la tête de la course à moins de six heures de l'arrivée, après que plusieurs de ses concurrents aient rencontré des problèmes durant la nuit,. À trois heures de l'abaissement du drapeau à damier, la Porsche est toujours en tête, et remporte la course trois heures plus tard,,,,,,,,,,,,,,,,,.
En mars, Stadler Motorsport réalise la pole position aux 12 Heures du Mugello,,.
En octobre, l'équipe participe aux 12 Heures de Hongrie et est en tête de l'épreuve à mi-course. 
L'année suivante, l'équipe engage de nouveau une Porsche 911 GT3 R aux 24 Heures de Dubaï, pilotée par l'équipage vainqueur en titre,.